# Islam in Nuova Zelanda

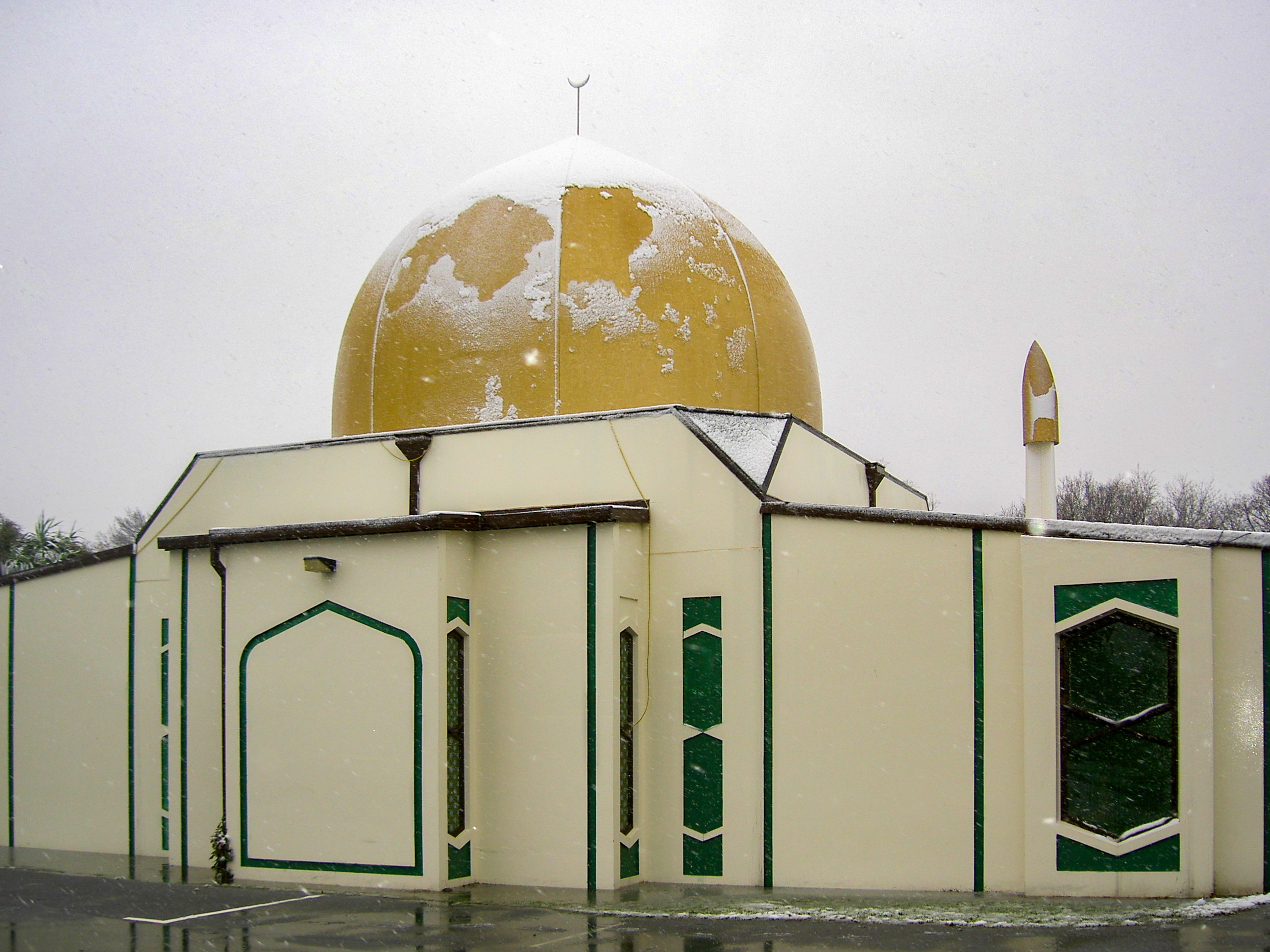
La Moschea di Al Noor a Canterbury

L'Islam in Nuova Zelanda ebbe origine con l'arrivo dei cercatori d'oro musulmani provenienti dalla Cina negli anni settanta del XIX secolo. Piccoli gruppi di immigrati musulmani provenienti dall'India e dall'Europa orientale si insediarono nel Paese fra l'inizio del XX secolo e gli anni sessanta. L'immigrazione musulmana in larga scala iniziò negli anni settanta con l'arrivo degli indiani delle Figi, seguiti negli anni novanta dai rifugiati provenienti da Paesi in guerra. Il primo Centro islamico nel Paese risale al 1959, mentre ci sono diverse moschee e due scuole islamiche. I musulmani in Nuova Zelanda oggi sono circa 36.000, poche migliaia dei quali convertiti.

## Storia
Dopo l'arrivo dei primi islamici in Nuova Zelanda, che si insediarono nei campi d'oro Dunstan di Otago, all'inizio del XX secolo arrivarono tre importanti famiglie provenienti dal Gujarat, in India. Mezzo secolo più tardi, nel 1950, fu fondata ad Auckland la prima organizzazione islamica neozelandese, la New Zealand Muslim Association. Nell'anno successivo la nave di profughi SS Goya portò in Nuova Zelanda oltre sessanta islamici provenienti dall'Europa orientale: fra loro c'era anche Mazhar Krasniqi, che successivamente sarebbe stato due volte presidente della New Zealand Muslim Association. Gli islamici indiani e quelli europei collaborarono per comprare un edificio e farlo diventare un Centro islamico nel 1959. Nel 1960 arrivò il primo imam, Maulana Said Musa Patel, a sua volta proveniente dal Gujarat. Alcuni studenti provenienti dall'Asia meridionale e dal Sud-Est asiatico fondarono altri luoghi di preghiera e centri islamici a partire dagli anni sessanta, nonostante la popolazione islamica in Nuova Zelanda sia rimasta comunque relativamente ristretta per molti anni a seguire.

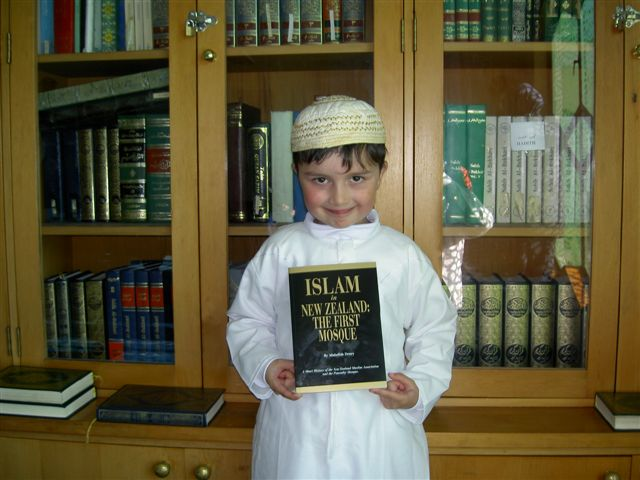
Un ragazzo islamico nella moschea di Canterbury

Nell'aprile del 1979 Mazhar Krasniqi unì le tre organizzazioni regionali di Canterbury, Wellington e Auckland in un unico soggetto, la Federation of Islamic Associations of New Zealand. Per questo motivo, nel 2002, il governo lo insignì della Queens Service Medal. 
L'immigrazione su larga scala iniziò con l'arrivo degli operai di etnia indiana provenienti dalle Figi negli anni settanta, seguiti da una successiva ondata di immigrati provenienti dallo stesso Paese per effetto del golpe del 1987. All'inizio degli anni novanta furono ammessi in Nuova Zelanda molti immigrati provenienti dalle zone di guerra in Somalia, Bosnia ed Erzegovina, Afghanistan, Kosovo e Iraq.